# Denis Chevrot
Denis Chevrot (* 11. Juni 1988 in Chalon-sur-Saône) ist ein französischer Triathlet. Er ist zweifacher Europameister (2022, 2023), mehrfacher Ironman-Sieger und wird als Schnellster in der Bestenliste französischer Triathleten auf der Ironman-Distanz geführt.

## Werdegang
Denis Chevrot war bis 2010 im Schwimmsport aktiv.
2011 startete der damals 23-jährige beim Ironman Regensburg erstmals auf der Triathlon-Langdistanz (3,86 km Schwimmen, 180,2 km Radfahren und 42,195 km Laufen) und belegte den 24. Rang.

### Triathlon-Profi seit 2012
Denis Chevrot gewann im Dezember 2014 den Ironman Western Australia (3,86 km Schwimmen, 180,2 km Radfahren und 42,195 km Laufen) und erzielte hier mit 8:05:58 Stunden die bislang zweitschnellste Zeit eines französischen Athleten. Diese Zeit wurde später noch von seinen beiden Landsmännern Cyril Viennot (2016) und Antony Costes (2017) unterboten.
Der damals 29-Jährige konnte im September 2017 die Erstaustragung des Ironman 70.3 Cascais für sich entscheiden und damit sein viertes Ironman-70.3-Rennen gewinnen.

### Qualifikation Ironman Hawaii 2017
2017 konnte er sich in Nizza für einen Startplatz beim Ironman Hawaii (Ironman World Championships) im Oktober des Jahres qualifizieren, wo er den 33. Rang belegte. Beim Ironman 70.3 Pays d’Aix France wurde er im Mai 2018 wie schon im Vorjahr Zweiter. Im Mai 2019 wurde er Dritter beim Ironman Australia.
Im Mai 2021 wurde der damals 32-Jährige nach 7:54:27 Stunden in persönlicher Bestzeit Vierter bei der Erstaustragung des Ironman Tulsa und stellte damit die zweitschnellste Zeit eines französischen Athleten auf der Ironman-Distanz ein. Im September gewann er nach 7:51:09 Stunden in persönlicher Bestzeit auf der Langdistanz mit dem Ironman Austria sein zweites Ironman-Rennen. Im Juni 2022 gewann er mit dem Ironman Germany in Frankfurt am Main	die Ironman European Championships und im Juni 2023 konnte der 34-Jährige sich mit seinem Sieg in Hamburg diesen Titel erneut sichern.
Im September 2024 gewann der 36-Jährige in Klagenfurt mit dem Ironman Austria sein fünftes Ironman-Rennen.
Denis Chevrot wurde trainiert von Christophe Bastie und er wird seit 2022 betreut von Cyril Viennot.

## Sportliche Erfolge
| Datum/Jahr    | Platz | Wettbewerb                     | Austragungsort  | Zeit     | Bemerkung                                                            |
| ------------- | ----- | ------------------------------ | --------------- | -------- | -------------------------------------------------------------------- |
| 21. Mai 2023  | 5     | Ironman 70.3 Pays d’Aix France | Aix-en-Provence | 03:55:15 |                                                                      |
| 13. Mai 2018  | 2     | Ironman 70.3 Pays d’Aix France | Aix-en-Provence | 03:58:27 |                                                                      |
| 3. Sep. 2017  | 1     | Ironman 70.3 Cascais           | Cascais         | 03:55:02 | Sieger bei der Erstaustragung                                        |
| 14. Mai 2017  | 2     | Ironman 70.3 Pays d’Aix France | Aix-en-Provence | 03:55:19 |                                                                      |
| 11. Dez. 2016 | 1     | Ironman 70.3 Ballarat          | Ballarat        | 03:49:34 |                                                                      |
| 11. Sep. 2016 | 2     | Ironman 70.3 Santa Cruz        | Santa Cruz      |          | bei der Erstaustragung Zweiter hinter dem Österreicher Michael Weiss |
| 8. Nov. 2015  | 1     | Ironman 70.3 Mandurah          | Mandurah        |          |                                                                      |
| 9. Aug. 2015  | 1     | Ironman 70.3 Dublin            | Dublin          |          |                                                                      |
| 20. Juni 2015 | 3     | Ironman 70.3 Luxemburg         | Remich          | 03:52:03 | [ 4 ]                                                                |
| 13. Apr. 2014 | 2     | Ironman 70.3 Putrajaya         | Putrajaya       | 03:57:42 |                                                                      |

| Datum/Jahr    | Platz | Wettbewerb                                         | Austragungsort    | Zeit     | Bemerkung                                                                        |
| ------------- | ----- | -------------------------------------------------- | ----------------- | -------- | -------------------------------------------------------------------------------- |
| 16. Sep. 2024 | 1     | Ironman Austria                                    | Klagenfurt        | 07:49:11 |                                                                                  |
| 4. Juni 2023  | 1     | Ironman Hamburg                                    | Hamburg           | 07:26:21 | Ironman European Championships                                                   |
| 25. Nov. 2022 | 4     | Ironman Israel                                     | Tiberias          | 07:50:09 | [ 6 ]                                                                            |
| 26. Juni 2022 | 1     | Ironman Germany                                    | Frankfurt am Main | 07:52:54 | Sieger der Ironman European Championships                                        |
| 19. Sep. 2021 | 1     | Ironman Austria                                    | Klagenfurt        | 07:51:09 |                                                                                  |
| 23. Mai 2021  | 4     | Ironman Tulsa                                      | Tulsa             | 07:54:27 | schnellste Laufzeit in 2:36:03 h                                                 |
| 5. Mai 2019   | 3     | Ironman Australia                                  | Port Macquarie    | 08:16:06 |                                                                                  |
| 13. Okt. 2018 | 26    | Ironman Hawaii                                     | Hawaii            | 08:29:56 |                                                                                  |
| 4. Aug. 2018  | 6     | Ironman Tallinn                                    | Tallinn           | 08:13:11 |                                                                                  |
| 14. Okt. 2017 | 33    | Ironman Hawaii                                     | Hawaii            | 08:52:40 |                                                                                  |
| 23. Juli 2017 | 3     | Ironman France                                     | Nizza             | 08:39:42 |                                                                                  |
| 8. Okt. 2016  | 23    | Ironman Hawaii                                     | Hawaii            | 08:39:58 |                                                                                  |
| 6. Dez. 2015  | 2     | Ironman Western Australia                          | Busselton         | 08:16:24 | hinter dem Australier Luke McKenzie                                              |
| 10. Okt. 2015 | DNF   | Ironman Hawaii                                     | Hawaii            | –        |                                                                                  |
| 7. Dez. 2014  | 1     | Ironman Western Australia                          | Busselton         | 08:05:58 |                                                                                  |
| 19. Mai 2013  | 6     | FRA Long Distance Triathlon National Championships | Frankreich        | 04:20:33 | Französische Meisterschaft auf der Langdistanz; hinter dem Sieger Sylvain Sudrie |
| 7. Aug. 2011  | 24    | Ironman Regensburg                                 | Regensburg        | 09:14:46 |                                                                                  |

(DNF – Did Not Finish)